# Demokrati- och framstegspartiet
Demokrati- och framstegspartiet (sw. Chama cha Democracia na Maendeleo) är ett konservativt politiskt parti i Tanzania. Det har 4 av 269 platser i Tanzanias parlament.